# 共和電業
株式会社共和電業（きょうわでんぎょう）は、東京都調布市に本社を置く計測機器製造メーカー。ひずみゲージとその応用計測器は国内シェア40%。
主に「自動車試験分野」「運輸・交通インフラ分野」「環境・防災インフラ分野」「工業計測分野」で使われる。

## 沿革
- 1949年（昭和24年） - 東京都新宿区に株式会社共和無線研究所として設立。
- 1957年（昭和32年） - 箔ひずみゲージを完成。
- 1961年（昭和36年） - 調布市に新工場建設を開始。社名を株式会社共和電業に変更。
- 1966年（昭和41年） - 調布工場に本社社屋を新築、本店を現在地に移す。
- 1969年（昭和44年） - 東京証券取引所第2部に上場。
- 2000年（平成12年） - 東京証券取引所第1部に指定替え。
- 2023年（令和5年） - 東京証券取引所スタンダード市場へ市場変更。

## 主な製品
- ひずみゲージ
- ひずみゲージ式変換器
  - 荷重変換器（ロードセル）
  - 圧力変換器
  - 加速度変換器
  - トルク変換器
  - 変位変換器等
- 測定器・ロガー・アナライザー
- 自動車関連計測機器
  - ホイール6分力計測システム
  - 自動車衝突試験計測機器
- 道路・交通システム関連計測機器

## 関連会社
- 株式会社山形共和電業
- 株式会社甲府共和電業
- 株式会社共和計測
- 株式会社ニューテック
- 株式会社共和サービスセンター
- タマヤ計測システム株式会社
- KYOWA AMERICAS Inc.
- 共和電業（上海）貿易有限公司